# Ceux qui servent en mer
Pour plus de détails, voir Fiche technique et Distribution.
Ceux qui servent en mer (In Which We Serve) est un film britannique réalisé par Noël Coward et David Lean et sorti en 1942.

## Synopsis
C'est l'histoire d'un bâtiment de guerre, le destroyer britannique HMS Torrin, depuis sa mise en chantier avant la déclaration de guerre conjointe de la Grande-Bretagne et de la France à l'Allemagne, jusqu'à sa destruction à la suite des attaques aériennes allemandes. Les survivants, accrochés à un bateau de sauvetage pneumatique, se souviennent de leur vie passée.

## Fiche Technique
Sauf indication contraire, les informations mentionnées dans cette section peuvent être confirmées par la base de données cinématographiques IMDb,  présente dans la section « Liens externes ».
- Titre français : Ceux qui servent en mer
- Titre original : In Which We Serve
- Réalisation : Noël Coward et David Lean
- Scénario : Noël Coward
- Photographie : Ronald Neame
- Deuxième assistant opérateur : Alan Hume (non crédité)
- Musique : Noël Coward et Clifton Parker
- Production : Noël Coward, Anthony Havelock-Allan et Herbert Smith
- Société de production : Two Cities Films
- Distribution : British Lion Film Corporation (Royaume-Uni), Gaumont (France), United Artists (États-Unis)
- Pays d'origine :  Royaume-Uni
- Budget : 240 000 £[1],[2]
- Format : noir et blanc - 1,37:1
- Genres : drame, guerre
- Durée : 115 minutes
- Dates de sortie[3] : 
  - Royaume-Uni : 17 septembre 1942
  - France : 13 octobre 1944

## Distribution
- Noël Coward : le capitaine Edward Kinross
- Celia Johnson : Alix Kinross
- Derek Elphinstone : No. 1
- Michael Wilding : Flags
- Robert Sansom : Guns
- Philip Friend : Torps
- Ballard Berkeley : l'ingénieur en chef
- Hubert Gregg : le pilote
- James Donald : le médecin
- Michael Whittaker (en) : Sub
- Kenneth Carten : le sous-lieutenant R.N.V.R.
- John Mills : Shorty Blake
- Michael Anderson : Albert Fosdick
- Kay Walsh : Freda Lewis / Freda
- Richard Attenborough : un marin
- Joyce Carey : Mme Hardy / Kath
- Walter Fitzgerald : le colonel Lumsden

## Production
Pour écrire le scénario, Noël Coward s'inspire de son ami Louis Mountbatten, capitaine du HMS Kelly, un navire coulé durant la bataille de Crète en juin 1941. Proche de Winston Churchill, Noël Coward veut par ailleurs faire un film participant à « l'effort de guerre » et il réalise par ailleurs lui-même le film. Peu expérimenté, il demande de l'aide à son ami John Mills qui lui conseille le monteur David Lean. Il s'agit donc du premier long métrage réalisé à la fois par Noël Coward et David Lean.
Le film est développé avec l'aide du ministère de l'Information britannique.
James Mason est un temps envisagé. Mais Noël Coward s'y oppose en raison de la position de l'acteur contre la guerre et son rôle d'objecteur de conscience. Par ailleurs, William Hartnell devait incarner Albert Fosdike mais abandonne juste avant le début du tournage. C'est alors l'assistant-réalisateur Michael Anderson qui est choisi pour le remplacer au pied levé.
Ce film marque les débuts à l'écran de Richard Attenborough.
Le tournage a lieu de février à juin 1942. Il se déroule aux Denham Film Studios dans le Buckinghamshire près de Londres, ainsi qu'à Dunstable Downs (Bedfordshire), à Newcastle upon Tyne ou encore à Plymouth,. La princesse - future reine - Élisabeth II et plusieurs membres de la famille royale britannique ont rendu visite à l'équipe lors d'une journée de tournage.

## Récompense
Le film est nommé pour l'Oscar du meilleur film et celui du meilleur scénario original en 1944.

## Commentaire
Développé avec l'appui du ministère de l'Information britannique, ce film patriotique sera montré aux nouvelles recrues de la Royal Navy.